# Turritis
Turritis es un género de plantas con flores perteneciente a la familia Brassicaceae. Comprende 78 especies descritas y de estas, solo 3 aceptadas.

## Descripción
Son hierbas anuales o bianuales glabras y glaucas, a veces por debajo peludas con pelos bifurcados un poco rígidos. Las hojas radicales oblongo-obovadas; las caulinarias oblongo-ovadas, sagitadas-amplexicaules, glabras. La inflorescencias en racimos con muchas flores. Flores mediocres de color blanco o  amarillo pálido; pedicelo generalmente erecto, algo adpreso en la fruta. El fruto es una silicua larga, delgada, erguida, algo comprimida cilíndrica, dehiscente bilocular; válvas con una nervadura conspicua; septum con depresiones profundas causadas por las semillas, no nervada; semillas muchas, 1-2 seriadas.

## Taxonomía
El género fue descrito por Carlos Linneo y publicado en Species Plantarum 2: 666. 1753.

## Especies aceptadas
A continuación se brinda un listado de las especies del género Turritis aceptadas hasta julio de 2014, ordenadas alfabéticamente. Para cada una se indica el nombre binomial seguido del autor, abreviado según las convenciones y usos.	
- Turritis brassica Leers
- Turritis glabra L.
- Turritis laxa (Sm.) Hayek